# Mimophobetron
Mimophobetron là một chi bướm đêm thuộc họ Crambidae.